# Wilhelm von Wedel
Wilhelm Ernst von Wedel, född 18 november 1891 i Berlin, död 19 oktober 1939 i Potsdam, var en tysk greve och SS-general. Han var polischef i Potsdam från den 1 maj 1936 till sin död.

## Biografi
Wilhelm von Wedel ingick i 1:a gardesregementet till fots i preussiska armén under första världskriget. Han anslöt sig 1932 till NSDAP och blev samma år medlem i SA. Efter att ha tillhört olika SA-grupperingar i Brandenburg övergick han till SS år 1935 och utnämndes året därpå till polischef i Potsdam.
Wilhelm von Wedel avled den 19 oktober 1939 efter en kort tids sjukdom.

## Befordringar
- SA-Standartenführer: 1 juli 1932
- SA-Oberführer: 1 januari 1933
- SS-Oberführer: 4 maj 1935
- SS-Brigadeführer: 20 april 1938

### Webbkällor
- ”Wilhelm Ernst Graf von Wedel” (på polska). Druga Wojna Światowa. Waldemar Sadaj. Arkiverad från originalet den 1 juli 2013. https://www.webcitation.org/6HnIFQop1?url=http://www.dws-xip.pl/reich/biografie/lista3/254391.html. Läst 1 juli 2013.